# Dion-Olympos
Dion-Olympos (Grieks: Δίον-Όλυμπος) is sedert 2011 een fusiegemeente (dimos) in de Griekse bestuurlijke regio (periferia) Centraal-Macedonië.
De drie deelgemeenten (dimotiki enotita) van de fusiegemeente zijn:
- Dion (Δίον)
- Anatolikos Olympos (Ανατολικός Όλυμπος)
- Litochoro (Λιτόχωρο)